# Ancistrus mullerae
Ancistrus mullerae es una especie del género de peces de agua dulce Ancistrus, de la familia de los loricáridos en el orden Siluriformes. Habita en cursos fluviales subtropicales en el centro-este de Sudamérica. La mayor longitud que alcanza ronda los 12,5 cm en los machos y 8 cm en las hembras.

## Taxonomía
Esta especie fue descrita originalmente en el año 2009 por los ictiólogos Alessandro Gasparetto Bifi, Carla Simone Pavanelli y Cláudio Henrique Zawadzki.

## Distribución geográfica
Ancistrus mullerae habita en el centro-este de Sudamérica, siendo un endemismo de la cuenca del alto río Iguazú, en el estado de Paraná, sudeste del Brasil. También vive en aguas argentinas, en el nordeste de ese país, en el extremo norte de la región mesopotámica, en la parte septentrional de la provincia de Misiones.
Biogeográficamente, es endémica de la ecorregión de agua dulce Iguazú.